# Umeås presshistoria

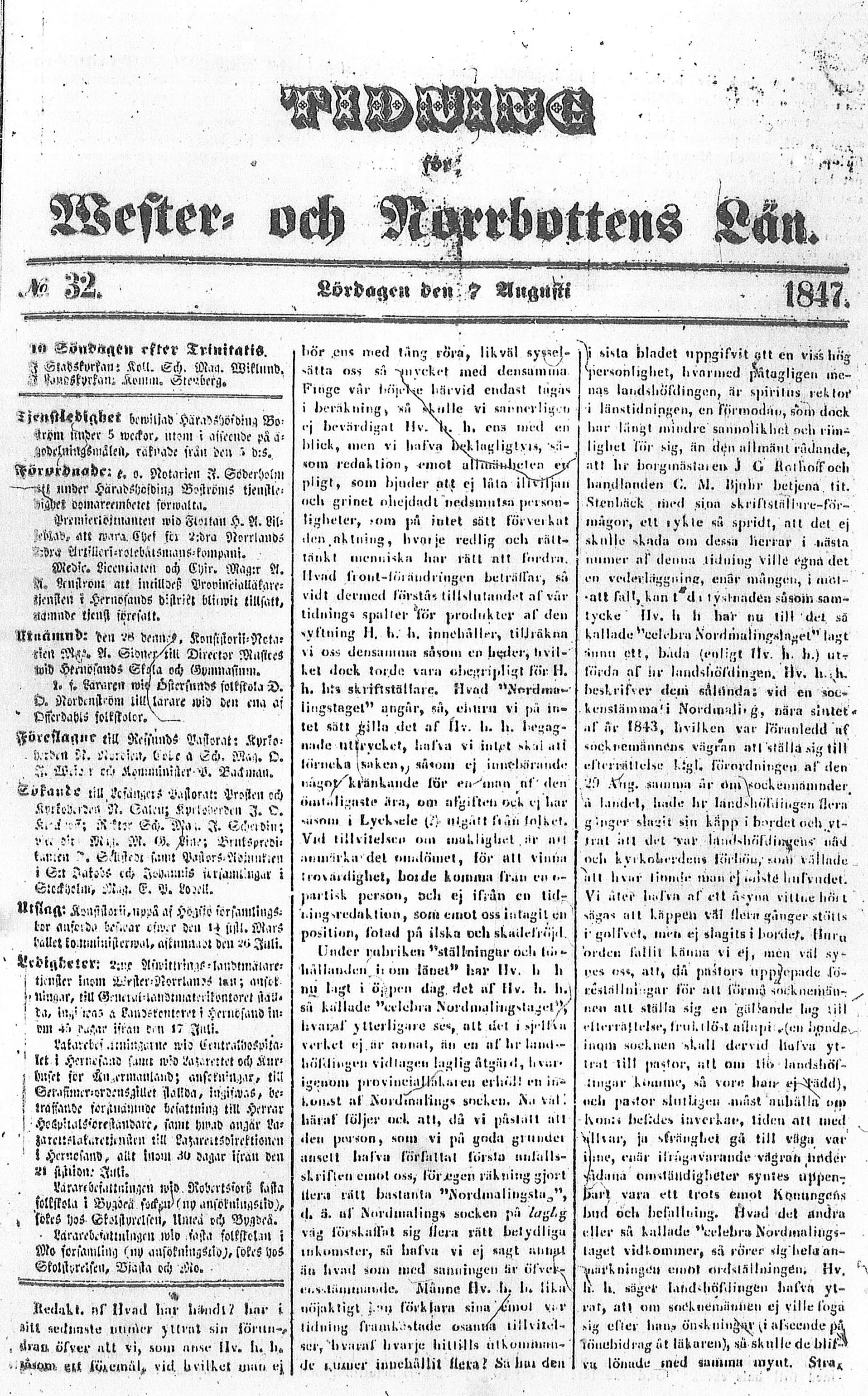
Tidning för Wester- och Norrbottens Län den 7 augusti 1847.

Umeås första tidning, Wester- och Norrbottens Läns Tidning, startade 1841. Under 1840- och 1850-talen var tidningarna i Umeå kortlivade, förutom Umeå-Bladet som var verksamt till 1951. I början av 1900-talet startades Västerbottens-Kuriren (1900) och Västerbottens Folkblad (1917). Gratistidningar gjorde sedan entré med bland annat "Nöjesmagasinet City" (2000) och "Umeå tidning" (2012).

## Tidiga perioden
Under 1830- och 1840-talen startades lokala tidningar i en rad norrländska städer. Pehr Lundberg startade Umeås första tryckeri 1840 och därefter startade han Umeås första tidning, Wester- och Norrbottens Läns Tidning 1841 med före detta lantmäteriauskultanten och versifikatören (versmakaren) Johan Christian Holst som ansvarig utgivare. Tidningen upphörde med en regelbunden utgivning den 13 november 1841 på grund av motsättningar mellan Lundberg och Holst. En av orsakerna var en notis i tidningen där det antyddes att kyrkoherden Anders Abraham Grafström skulle ha fällt ett olämpligt yttrande angående ett komministerval i Umeå. Grafström förnekade detta och som en konsekvens blev Holst tvungen att avgå från posten som tidningens ansvarige utgivare. Lundberg fick då tillstånd att ta över som ansvarig utgivare. Tidningen återuppstod en månad senare samma år som Wester- och Norrbottens Läns Nya Tidning med Lundberg som ansvarig utgivare och med borgmästare Rothoff som tongivande i redaktionen. Även denna tidning lades ned i slutet av 1842. Tidningen utkom igen i början av 1844 under namnet Tidning för Wester- och Norrbottens Län. Utgivare var provinsialläkare C. Hay som även ägde tryckeriet. Tidningen blev inom kort en stridsplats mellan landshövding Montgomery och en grupp personer i staden. Landshövdingens obetänksamma yttranden och häftiga uppträdande möttes med sarkasm och personliga utfall. Detta fortsatte till en sådan grad att Hay lade ner tidningen 1847. Vid samma tid dök en ny tidning upp, "Hvad har händt?". Ansvarig utgivare var torparen Jonas Stenbäck men den redigerades av borgmästare Rothoff. Även i denna tidningen riktades kritik mot landshövdingen.
Boktryckare Erik Gustaf Lindroth hade fått tillstånd att utge "Umeå-Bladet" och Hay sålde sitt tryckeri till Lindroth 1847. En månad senare lämnade det första numret av Umeå-Bladet pressen. 1856 dök en konkurrerande tidning upp, "Nya Umeå-Tidningen", som en månad senare efterföljdes av "Nyare Umeå-Tidningen". Knappt ett år senare lades båda tidningarna ner. Mellan 1861 och 1862 gav F R Unander ut Tidning för jordbrukare inom Westerbottens län som trycktes på E G Lindroths tryckeri i Umeå.

## Utmanarna
I december 1869 fick Umebladet en utmanare, högertidningen Westerbotten (med undertiteln Tidning för Umeå stad och län). Mellan 1870 och 1900 hade tidningen åtta ansvariga utgivare, varav några även var redaktörer. 1896 startades även den mer (liberal)radikala Umeå Nya Tidning. På 1890-talet hade tidningen Westerbotten närmat sig Umebladet, med en moderat reformvänlig inställning. Av ekonomiska skäl genomgick Umebladet, Westerbotten samt Umeå Nya Tidning en fusion 1899 och ett nytt gemensamt bolag, "Aktiebolaget Umeå Tryckerier" bildades. Tidningarna fortsatte dock att ges ut under egna namn, där Umeå Nya Tidning var halvveckobilaga till Umebladet. Som en reaktion på detta tidningsmonopol startades den frisinnade "Westerbottens-Kuriren" år 1900. De mest konservativa i Umeå ansåg att Umebladet och Westerbotten blivit alltför liberala och för att hejda samhällsupplösningen som de ansåg Westerbottens-Kuriren propagerade för, så startade de den konservativa tidningen Västerbottens Nyheter 1908, med Mauritz Krook som redaktör. Västerbottens-Kuriren (VK) växte snabbt och kom under chefredaktör (och sedermera ägaren) Gustav Rosén att bli Västerbottens läns största dagstidning 1903 och 1914 Norrlands största. Den positionen höll tidningen till 1951 då Norrländska Socialdemokraten blev Norrlands största. VK återtog ledningen 1972.

## Partitrogna tidningar
Tidningen Westerbotten fick en dalande upplaga och lades ned 1912. Året därpå avgick Edvard Lindroth som chef för Umebladet som nu blev ett organ för det moderata partiet. 1914 lades Västerbottens Nyheter ned och Umebladet blev Umeås första dagliga tidning.
I september 1917 startades "Västerbottens Folkblad", vars två första redaktörer kom från Norrskensflamman. Tidningen stödde först den Socialdemokratiska vänstergruppen och efter partisammanslagningen 1923 Sveriges socialdemokratiska arbetareparti.

## Mellanperioden
Umebladets upplaga sjönk mellan 1917 och 1922 och ekonomin försämrades så kraftigt att bolaget likviderades 1922. Ett nytt bolag "Aktiebolaget Umebladets Tryckeri", bildades samma år.
Tidningen "Västerbottens Landsbygd" trycktes i Umeå och gavs ut åren 1935–1951. 1951 slogs Umebladet samman med Skelleftebladet och Norrbottens Allehanda till en ny tidning, Nordsvenska Dagbladet.

## Västerbottens-Kuriren och gratistidningarna
1982 byggde Västerbottens-Kuriren ett nytt tryckeri och Dagens Nyheter började trycka sin norrlandsupplaga där. Tryckeriet invigdes hösten 1984 och några år senare, 1988, invigdes även ett nytt tidningshus på samma plats.
1992 gick Västerbottens Folkblads ägare A-Pressen i konkurs. 2001 köpte Västerbottens-Kuriren 50 % av Västerbottens Folkblad. Senare gjorde Västerbottens-Kuriren fler köp, vilket resulterade i ett 91 % ägande av Västerbottens Folkblad. De kvarvarande 9 % ägs av VF Intressenter AB, i huvudsak Socialdemokraterna och LO i Västerbotten.
Nöjesmagasinet City startade år 2000 och 2003 köpte VK tidningen, en gratistidning som ges ut i olika utgåvor i Umeå, Sundsvall och Luleå. 
2004 ändrade Västerbottens-Kuriren till tabloidformat.
2012 bytte Västerbottens Folkblad namn till Folkbladet Västerbotten, som även bytte form och struktur.
2012 startade VK-koncernens förre vd Erik Orring gratistidningen "Umeå tidning". 2015 utsågs den till Årets gratistidning av Gratistidningarns förening. 2018 lades den ned.
2013 bytte Västerbottens-Kurirens AB namn till Västerbottens-Kurirens Media AB, i dagligt tal VK Media.